# 장마르크 바
장마르크 바(Jean-Marc Barr, 1960년 9월 27일 ~ )는 프랑스의 배우이자 영화 감독이다.

## 출연 작품
- 셀라 (2018)
- 헤일로 오브 스타즈 (2018)
- 그레인 (2017)
- 후에버 워즈 유징 디스 베드 (2016)
- 매직 마운틴 (2015)
- 왁스: 위 아 더 엑스 (2014)
- 니콜로 마키아벨리 일 프린시프 델라 폴리티카 (2013)
- 반달(프랑스어판) (2013)
- 빅서 (2013)
- 님포매니악 볼륨2 (2013)
- 님포매니악 볼륨1 (2013)
- 그 여름의 정사 (2012)
- 밝히는 가족의 섹스 스토리 (2012)
- 눈물과 웃음의 베오그라드 안내서 (2011)
- 그의 어머니의 눈 (2011)
- 아메리칸 섹슈얼라이프 (2011)
- 시티 오브 섀도우 (2010)
- 레나를 위한 계획짜기 (2009)
- 파르크 (2008)
- 무정부주의자의 아내 (2008)
- 누신젠 하우스 (2008)
- 히어스 룩킹 앳 유, 보이 (2007)
- 원 투 어나더 (2006)
- 오! 마이 보스! (2006)
- 타라 로드 (2005)
- 만덜레이 (2005)
- CQ2 (2004)
- 프렌치 아메리칸 (2003)
- 도그빌 (2003)
- 레드 사이렌 (2002)
- 데브라 윙거를 찾아서 (2002)
- 비잉 라이트 (2001)
- 육체의 향연 (2000)
- 어둠 속의 댄서 (2000)
- 연인들 (1999)
- 브레이킹 더 웨이브 (1996)
- 아이언 호스멘 (1994)
- 하얀 외침 검은 태양 (1991)
- 유로파 (1991)
- 그랑블루 (1988)
- 희망과 영광 (1987)
- 다윗 대왕 (1985)